# 黑赫龙河铁路

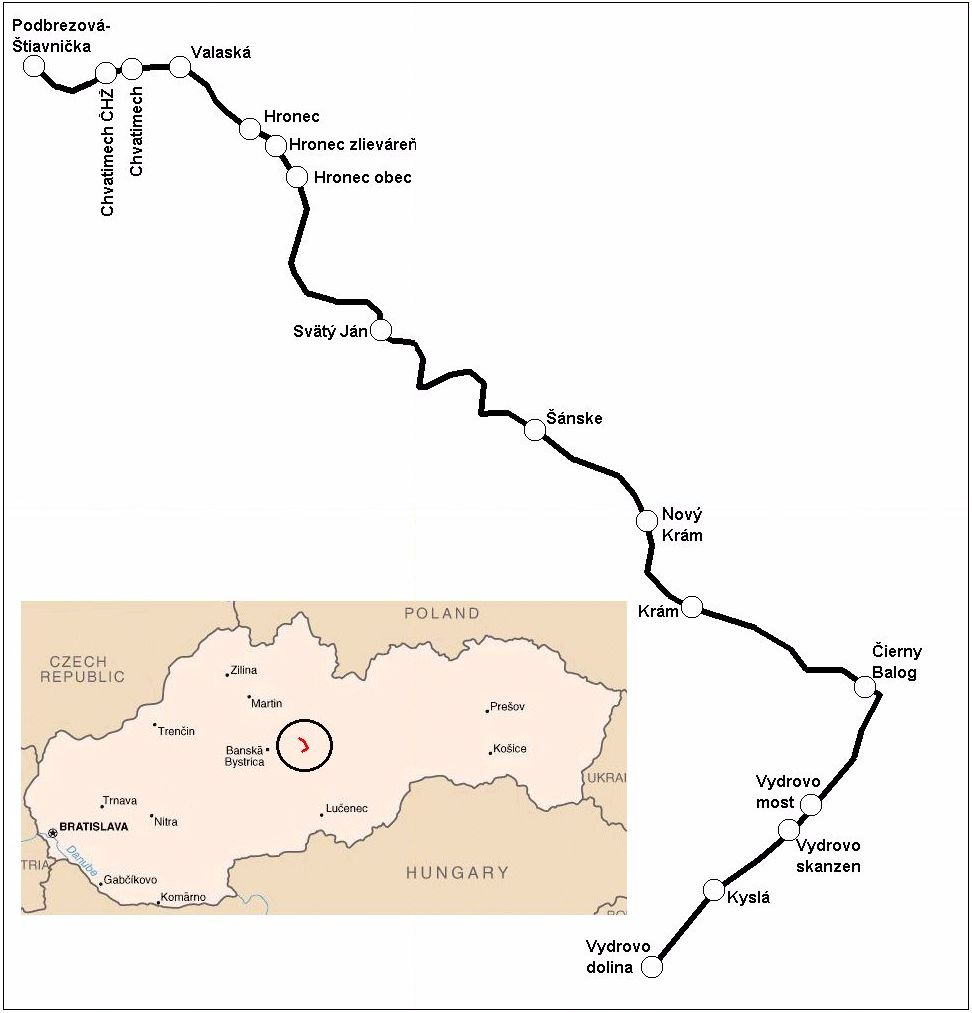
铁路线路

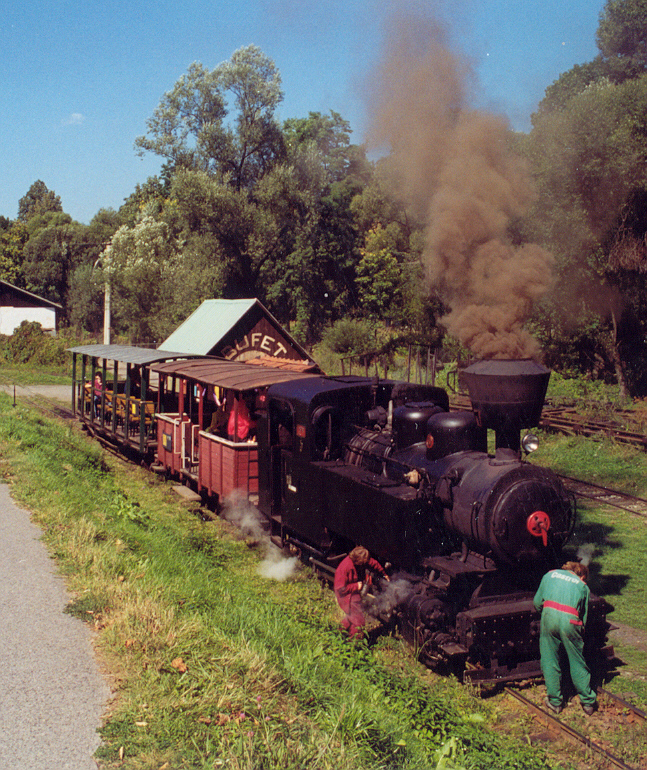
一列火车准备从Hronec前往Čierny Balog。

黑赫龙河铁路是斯洛伐克中北部矿山区域的一段窄轨铁路。起初是为了帮助伐木作业修建的工业铁路，目前则是一段观光铁路。

## 历史
铁路的规划始于1898年，1908年开始修建。 1909年，该铁路的常规木材运输的开始在 Čierny巴洛格 和 Hronec之间运行。 该网络后扩展到从森林运输木材。到20世纪中叶，铁路总长度达到131.97公里，是捷克斯洛伐克最大的林业铁路网络。
1927年7月19日，在Čierny Balog和Hronec之间开通了旅客列车，一直运营至1962年。
该铁路在1982年被关闭，但此后便被授予斯洛伐克国家文化遗产。 在接下来的几年中，它由爱好者重新修复，并于1992年作为观光铁路向游客开放。该铁路目前有17公里长： Chvatimech - Hronec - Čierny Balog - Vydrovo。
该线路被认为是世界上唯一从一座足球场内部穿过的铁路。铁轨从TJ Tatran Čierny Balog俱乐部的球场的主看台前经过。球场修建于1985年。
黑赫龙河铁路與臺灣阿里山林業鐵路于2018年12月5日締結姊妹鐵路。